# جیبریل سیسه
جیبریل سیسه (به فرانسوی: Djibril Cissé) (زادهٔ ۱۲ اوت ۱۹۸۱ در آرل) بازیکن سابق فوتبال اهل فرانسه است.
او به‌عنوان یک بازیکن سرعتی شناخته شده است. وی در سال ۱۹۸۸ و در سن ۸ سالگی کار خود را از تیم ای‌سی ارل آغاز کرد. هفت سال بعد به مدت شش ماه به عضویت تیم المپیک نیم درآمد و در سال ۱۹۹۶ زمانیکه ۱۵ سال داشت عضو تیم جوانان اوسر شد.
در سال ۱۹۹۸ به عضویت تیم بزرگسالان اوسر درآمد و شش سال بعد در سال ۲۰۰۴ به تیم لیورپول پیوست و دو فصل در این باشگاه توپ زد. در سال ۲۰۰۶ به تیم فرانسوی مارسی پیوست. پس از آن حضور در تیم‌های ساندرلند و پاناتینایکوس را تجربه کرد. وی در سال ۲۰۱۱ به تیم ایتالیایی لاتزیو پیوست و در سال ۲۰۱۲ به تیم انگلیسی کویینز پارک رنجرز پیوست. او در سال ۲۰۱۳ از کویینز پارک رنجرز به صورت قرضی به باشگاه قطری الغرافه نیز پیوست. وی پس از آن به عضویت تیم روسی کوبان کراسنودر نیز درآمد. او در سال ۲۰۱۴ به تیم فرانسوی باستیا پیوست.
جیبریل سیسه چهار بار در رقابت‌های باشگاهی لیگ‌های اروپایی موفق به کسب عنوان آقای گلی نیز شده است. سیسه زمانی‌که عضو تیم اوسر بود، در فصل ۰۲–۲۰۰۱ با ۲۲ گل و در فصل ۰۴–۲۰۰۳ با ۲۶ گل به مقام آقای گلی لیگ فرانسه دست یافت. وی همچنین در هر دو فصلی که در تیم پاناتینایکوس توپ می‌زد به مقام آقای گلی نیز دست یافت. او همراه با پاناتینایکوس در فصل ۱۰–۲۰۰۹ با ۲۳ گل و در فصل ۱۱–۲۰۱۰ با ۲۰ گل موفق شد در این دو فصل متوالی عنوان آقای گلی سوپر لیگ یونان را از آن خود کند.

## زندگی شخصی
سیسه از خانوادهٔ ساحل عاجی و مسلمان در فرانسه به دنیا آمد.
پدر او در گذشته بازیکن حرفه‌ای فوتبال و حتی کاپیتان تیم ملی فوتبال ساحل عاج نیز بوده است. خانوادهٔ او در سال ۱۹۷۴ میلادی به فرانسه نقل مکان کردند. جیبریل هفتمین و آخرین فرزند خانواده‌اش است.
وی در ۱۸ ژوئن ۲۰۰۵ و در زمانیکه عضو تیم لیورپول بود، ازدواج کرد و دارای فرزند است.
او نقش کوتاهی در فیلم سینمایی تاکسی ۴ بازی کرده است.

## تیم ملی فرانسه
دورهٔ جوانان
سیسه قبل از شروع بازی‌هایش برای تیم ملی بزرگسالان فرانسه، در رده‌های سنی زیر ۱۹-سال و زیر ۲۱-سال این کشور بازی کرده است. او برای فرانسه در جام جهانی جوانان ۲۰۰۱ به میدان رفت، جایی که آن‌ها به مرحله یک‌چهارم پایانی راه پیدا کردند و این بازیکن در ۵ بازی توانست ۶ گل به ثمر برساند. گل‌های او شامل یک هت تریک برابر ایران در ۱۸ ژوئن ۲۰۰۱ در بازی اول، یگ گل به پاراگوئه در ۲۱ ژوئن بازی دوم، و دو گل به آلمان طی مرحله یک‌هشتم پایانی در ۲۷ ژوئن می‌شدند. سیسه در حالی در پیروزی ۵–۰ برابر ایران و در بازی آغازین هت تریک کرد که دیدار تا پایان نیمهٔ اول و همچنین دقیقه ۵۹ بدون گل دنبال می‌شد.
دورهٔ بزرگسالان
سیسه اولین بازی خود را برای تیم ملی فرانسه، در تاریخ ۲۱ مه ۲۰۰۲ و در سن ۲۱ سالگی در مقابل تیم ملی بلژیک زمانیکه در دقیقهٔ ۴۸ مسابقه جایگزین دیوید ترزگه شد، به انجام رساند.
او در جام جهانی ۲۰۰۲ نیز عضو تیم ملی فرانسه بوده است. وی در جام جهانی ۲۰۰۲ در هر سه بازی مرحلهٔ گروهی در مقابل تیم‌های سنگال، اروگوئه و دانمارک به‌عنوان بازیکن تعویضی وارد بازی شد.
سیسه اولین گل ملی خود را در تاریخ ۷ سپتامبر ۲۰۰۲ و مقابل تیم ملی فوتبال قبرس در مرحله مقدماتی جام ملت‌های اروپا ۲۰۰۴ به ثمر رساند. وی در مسابقات جام کنفدراسیون‌ها ۲۰۰۳ حضور داشت و یک گل به ثمر رساند که همراه با تیم ملی فرانسه، قهرمانی جام کنفدراسیون‌ها را کسب کرد.
او همچنین در جام جهانی ۲۰۱۰ هم حضور داشت و یک بازی در مقابل تیم ملی آفریقای جنوبی به انجام رساند.
وی برای تیم ملی فرانسه ۴۱ بار به میدان رفته است و ۹ گل ملی در کارنامهٔ خود نیز دارد.

## گل‌های بین‌المللی
| #  | تاریخ          | محل برگزاری            | حریف       | گل‌ها | نتیجه | رقابت                  |
| -- | -------------- | ---------------------- | ---------- | ---- | ----- | ---------------------- |
| ۱. | ۷ سپتامبر ۲۰۰۲ | نیکوزیا، قبرس          | قبرس       | ۱–۲  | برد   | مقدماتی یورو ۲۰۰۴      |
| ۲. | ۳۰ آوریل ۲۰۰۳  | پاریس، فرانسه          | مصر        | ۰–۵  | برد   | دوستانه                |
| ۳. | ۲۲ ژوئن ۲۰۰۳   | پاریس، فرانسه          | نیوزیلند   | ۰–۵  | برد   | جام کنفدراسیون‌ها ۲۰۰۳  |
| ۴. | ۸ سپتامبر ۲۰۰۴ | توشهاون، جزایر فارو    | جزایر فارو | ۰–۲  | برد   | مقدماتی جام جهانی ۲۰۰۶ |
| ۵. | ۳۱ مه ۲۰۰۵     | متز، فرانسه            | مجارستان   | ۱–۲  | برد   | دوستانه                |
| ۶. | ۹ نوامبر ۲۰۰۵  | فور دو فرانس، مارتینیک | کاستاریکا  | ۲–۳  | برد   | دوستانه                |
| ۷. | ۳ سپتامبر ۲۰۰۵ | توشهاون، جزایر فارو    | جزایر فارو | ۰–۳  | برد   | مقدماتی جام جهانی ۲۰۰۶ |
| ۸. | ۳ سپتامبر ۲۰۰۵ | توشهاون، جزایر فارو    | جزایر فارو | ۰–۳  | برد   | مقدماتی جام جهانی ۲۰۰۶ |
| ۹. | ۸ اکتبر ۲۰۰۵   | برن، سوئیس             | سوئیس      | ۱–۱  | مساوی | مقدماتی جام جهانی ۲۰۰۶ |

## آمار بازی‌های ملی
| تیم ملی فرانسه | تیم ملی فرانسه | تیم ملی فرانسه |
| سال            | بازی‌ها         | گل‌ها           |
| -------------- | -------------- | -------------- |
| ۲۰۰۲           | ۷              | ۱              |
| ۲۰۰۳           | ۹              | ۲              |
| ۲۰۰۴           | ۳              | ۱              |
| ۲۰۰۵           | ۸              | ۵              |
| ۲۰۰۶           | ۳              | ۰              |
| ۲۰۰۷           | ۵              | ۰              |
| ۲۰۰۸           | ۲              | ۰              |
| ۲۰۰۹           | ۰              | ۰              |
| ۲۰۱۰           | ۳              | ۰              |
| ۲۰۱۱           | ۱              | ۰              |
| مجموع          | ۴۱             | ۹              |

## افتخارات

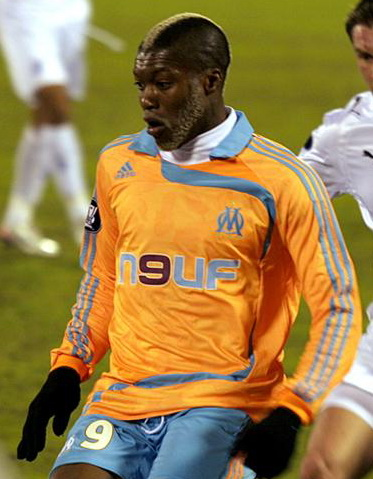
جبرئیل سیسه در تیم مارسی

### باشگاهی
اوسر
- جام حذفی فرانسه(۱): ۲۰۰۳

 لیورپول
- لیگ قهرمانان اروپا(۱): ۰۵–۲۰۰۴
- سوپر جام اروپا(۱): ۲۰۰۵
- جام حذفی انگلستان (۱): ۰۶–۲۰۰۵

 پاناتینایکوس
- سوپر لیگ یونان(۱): ۱۰–۲۰۰۹
- جام حذفی یونان(۱): ۱۰–۲۰۰۹

### ملی
فرانسه
- جام کنفدراسیون‌ها: ۲۰۰۳

### فردی
- آقای گل لیگ ۱ فرانسه: ۰۲–۲۰۰۱
- آقای گل لیگ ۱ فرانسه: ۰۴–۲۰۰۳
- بازیکن جوان سال اتحادیه ملی بازیکنان حرفه‌ای فوتبال: ۰۲–۲۰۰۱
- بهترین بازیکن مسابقه سوپر جام اروپا: ۲۰۰۵
- آقای گل سوپر لیگ یونان: ۱۰–۲۰۰۹
- آقای گل سوپر لیگ یونان: ۱۱–۲۰۱۰